# Karl Montag

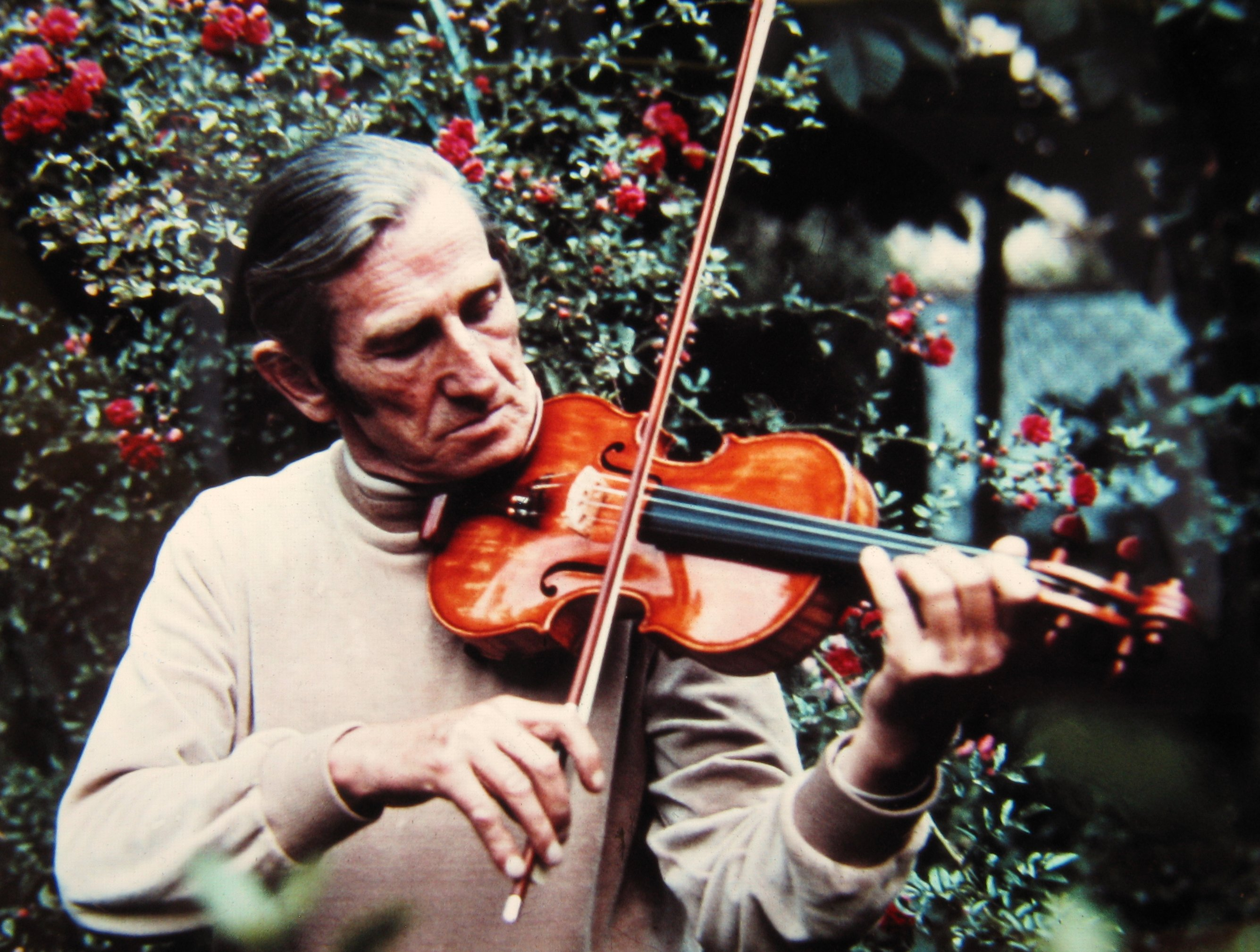
Karl Montag mit einer seiner Geigen

Karl Montag (* 1. März 1917 in Völklingen; † 7. April 1982 in Hannover) war ein deutscher Geigenbauer und Kunstmaler.

## Leben
Karl Montag war gegenüber dem Nationalsozialismus kritisch eingestellt und wurde nach seiner Einberufung zur Wehrmacht aufgrund entsprechender Äußerungen schon nach sechs Monaten wieder entlassen. Anschließend begann er das Studium der Bildenden Kunst bei Professor Dörfel in Leipzig. Im Krieg verdiente er seinen Lebensunterhalt als Pianist in einem Restaurant und mit Malerei. Nach dem Krieg hatte er zwei gescheiterte Ehen, aus denen jeweils eine Tochter hervorging.
1952 zog er nach Wennebostel in die Wedemark und später nach Wennebostel-Wietze in eine von der Gemeinde zur Verfügung gestellten Sozialwohnung. In dieser Zeit begann er mit dem Geigenbau, außerdem machte er mehrere Erfindungen beziehungsweise war er an der Entwicklung von Erfindungen beteiligt, jedoch ohne wirtschaftliche Erfolge. Er lebte von der Malerei, gab Musikunterricht und machte Gelegenheitsarbeiten. Als einer von 25 Künstlern bekam er finanzielle Unterstützung aus der Stiftung Deutsche Künstlerhilfe.
1974 zog Karl Montag nach Warpe bei Nienburg/Weser, wo er seine Fähigkeiten und Kenntnisse vervollkommnete.
1982 starb er in Hannover, nachdem er seine letzten Lebensmonate genutzt hatte, um sein Wissen über Geigenbau für die Nachwelt zu Papier zu bringen.

## Geigenbau
Erst im Alter von 40 Jahren begann Karl Montag, sich autodidaktisch dem Geigenbau zu widmen. Hauptantrieb dazu war sein Perfektionismus und sein Bestreben, eine „Meistergeige“ zu besitzen. Die notwendigen Kenntnisse gewann er durch Bücher, durch Reparaturarbeiten an alten Geigen und eigene Experimente.
Karl Montag besaß eine Violine von Jean-Baptiste Vuillaume, die bereits eine sehr berühmte französische Stradivari-Kopie war und zu damaligen Zeiten bei der Herstellung vom Meister im Backofen künstlich gealtert worden war, was unter Experten einiges Aufsehen erregt hatte. Dies hatte jedoch den Nachteil, dass die Instrumente nach geraumer Zeit ihren attraktiven cremonenserähnlichen Klang verloren. Eine dieser Geigen, die aus genanntem Grund ihren Wert verloren hatte, zerlegte Karl Montag und studierte die genaue Bauform der Einzelteile.
Durch Freunde bekam Karl Montag Kontakt mit namhaften Geigern wie David Oistrach, Christian Ferras, Isaac Stern, Henrik Szeryng, Yehudi Menuhin, Wolfgang Schneiderhan oder Erick Friedman. Einige von ihnen erstellten Expertisen, so schrieb zum Beispiel Oistrach 1971: „Die Geige klingt gut, weich, gleichmäßig und genügend stark; auf ihr zu spielen ist leicht, angenehm, der Ton ist hervorragend und edel. Ich beglückwünsche Herrn Montag aufrichtig-herzlich zum Resultat seiner erfolgreichen Arbeit.“
Die Physikalisch-Technische Bundesanstalt in Braunschweig verglich die Resonanzkurven von Stradivari- und Montag-Geigen, wobei hohe Übereinstimmungen festgestellt wurden.
Insgesamt fertigte Karl Montag 19 Geigen an, die 20. blieb unvollendet. An der ersten Geige arbeitete er sieben Jahre, für die letzten benötigte er jeweils ein Jahr. Außerdem stellte er fünf Geigenbögen her.

## Nachlass
Nach seinem Tod gründeten Freunde von Karl Montag die Karl-Montag-Gesellschaft, die den Nachlass verwaltet und sich bemüht, alle 19 Geigen ausfindig zu machen und zurückzukaufen.
Viele persönliche Gegenstände, unter anderem Werkzeug, sowie Gemälde und Schriftstücke sind im Heimatmuseum von Bissendorf (Wedemark) ausgestellt.
Am 22. Oktober 2017 fand ein Konzert anlässlich des 100. Geburtstages von Karl Montag statt, auf dem unter anderem vier seiner Geigen gespielt wurden.